# Bastuträsk
Bastuträsk ist ein Ort (tätort) in der schwedischen Provinz Västerbottens län und in der historischen Provinz Västerbotten.

## Lage

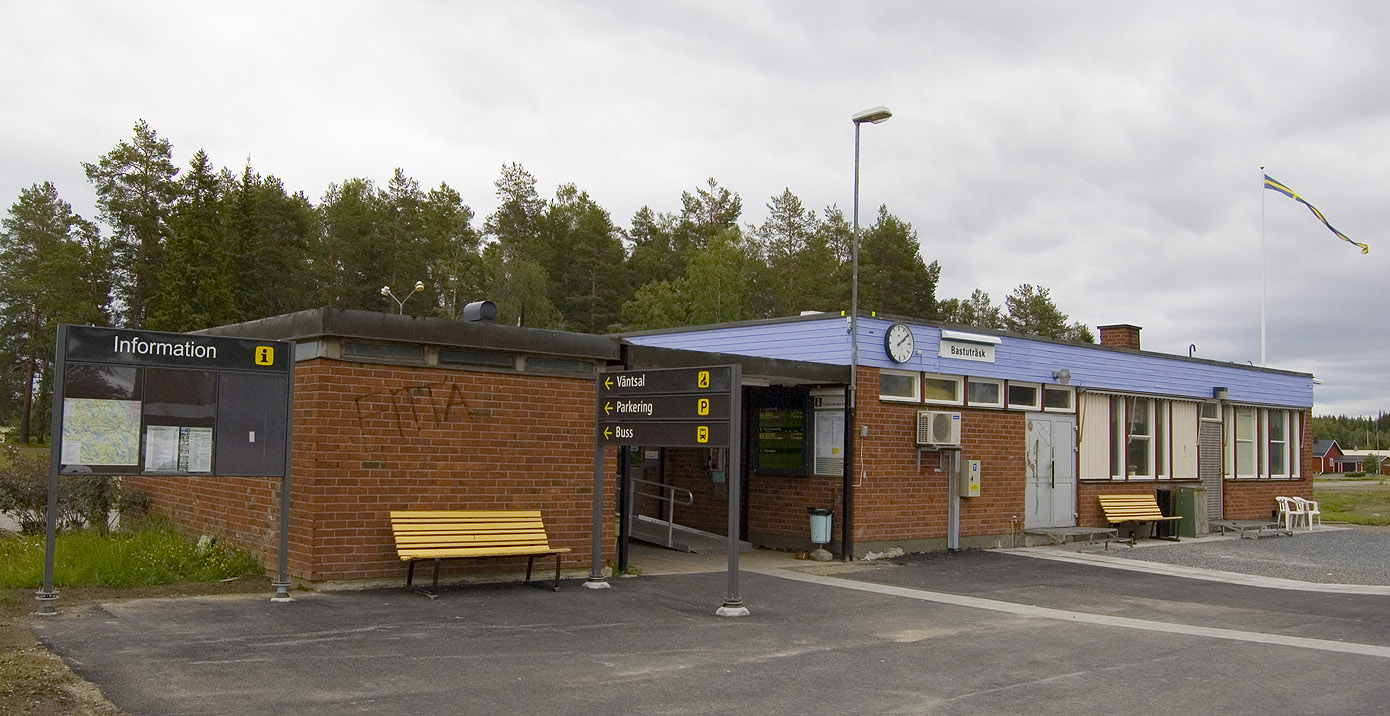
Bahnhof Bastuträsk

Bastuträsk gehört zur Gemeinde Norsjö. Der Ort liegt gut 40 km Luftlinie westlich von Skellefteå und etwa 30 km südöstlich des Hauptortes der Gemeinde, Norsjö. Bastuträsk ist nach Norsjö der zweitgrößte und einer der beiden Tätorte der Gemeinde.
Der Ort ist Knotenpunkt an der von Mittelschweden nach Boden führenden Eisenbahnstrecke Stambanan genom övre Norrland (Nordlandbahn, Streckenkilometer 968 ab Stockholm). In Bastuträsk zweigt eine nach Skellefteå und weiter nach Skelleftehamn und zu den Hüttenwerken von Rönnskär an der Ostseeküste führende Zweigstrecke ab (Skelleftebanan). Auf der Zweigstrecke gibt es seit 1990 keinen Personenverkehr mehr; die Verbindung zwischen Skellefteå und Bastuträsk wird mit Bussen aufrechterhalten.
Durch den Ort führt eine sekundäre Provinzstraße von Skellefteå nach Norsjö, die jenseits von Norsjö an die nördlicher über Boliden verlaufende Provinzstraße 370 (Teil des Guldvägen) in Richtung Malå anschließt. Diese auch Gamla Malåvägen (Alte Malåstraße) genannte Verbindung über Bastuträsk existiert bereits seit dem 19. Jahrhundert, trug zunächst ab 1951 als Provinzhauptstraße (Länshuvudväg) die Nummer 370, und war dann ab 1964 Provinzstraße (Länsväg) 369, bevor sie 1986 zur sekundären Provinzstraße herabgestuft wurde, da sie ihre Bedeutung für den Durchgangsverkehr an die im Zusammenhang mit den Bergbauaktivitäten um Boliden und Kristineberg Mitte des 20. Jahrhunderts großzügiger und geradliniger trassierte Provinzstraße 370 verloren hatte. In Bastuträsk mündet eine der Nordlandbahn folgende, aus südlicher Richtung von Hällnäs bei Vindeln kommende sekundäre Provinzstraße ein.

## Geschichte
Der Ort entstand um eine Bahnstation im Zusammenhang mit dem Bau der Nordlandbahn 1894. Zuvor hatte es in dem Gebiet keine zusammenhängende Bebauung gegeben. Benannt wurde er nach dem unweit nordwestlich gelegenen See Bastuträsket. 1910 wurde Bastuträsk Ausgangspunkt für die Zweigstrecke nach Skellefteå, die bis dort 1912, weiter nach Skelleftehamn 1914 fertiggestellt wurde, wodurch die Bedeutung von Bahnstation und Ort wuchs.
Seit Mitte des 20. Jahrhunderts, als in Bastuträsk fast 1000 Menschen lebten, verringerte sich die Bevölkerungszahl des Ortes auf weniger als die Hälfte. Heute gibt es dort eine Anzahl von Kleinunternehmen, darunter der Lebensmittelproduktion und der Forstwirtschaft.